# 俄勒岡城 (加利福尼亞州)
俄勒岡城（英語：Oregon City）是位於美國加利福尼亞州比尤特縣的一個非建制地區。該地的面積和人口皆未知。

## 地理
俄勒岡城的座標為39°35′38″N 121°31′46″W / 39.59389°N 121.52944°W，而該地的平均海拔高度為361米（即1184英尺）。